# William Rehnquist
William Hubbs Rehnquist, né le 1er octobre 1924 à Milwaukee et mort le 3 septembre 2005 dans le comté d'Arlington, est un juriste américain, président de la Cour suprême des États-Unis de 1986 à 2005.
Nommé par Richard Nixon juge à la Cour suprême en 1972, il est nommé président de la juridiction par Ronald Reagan en 1986. Il est le président de la Cour suprême au mandat le plus long depuis Melville Fuller, mort en 1910.

## Études et début de carrière

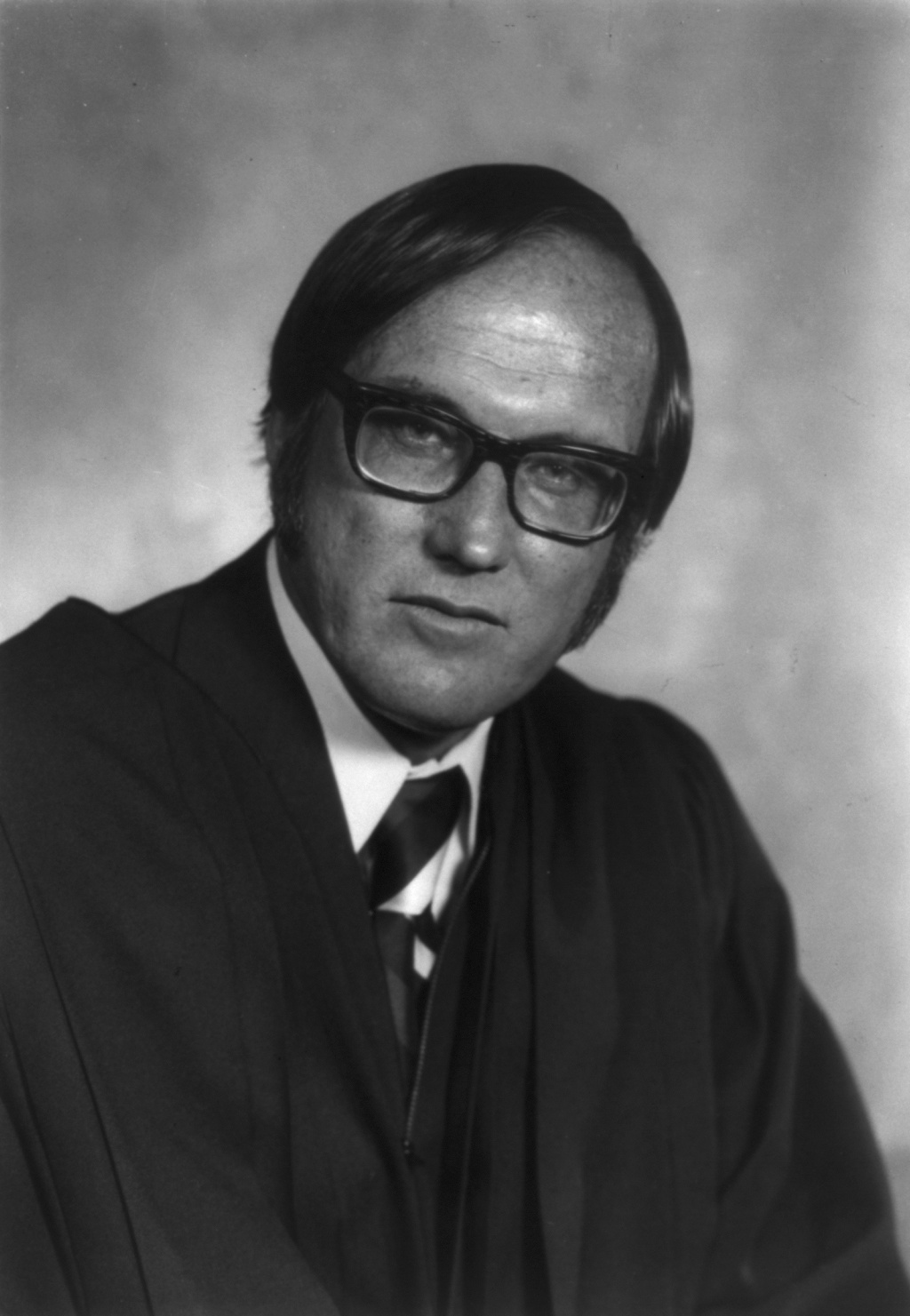
William Rehnquist en 1972.

Rehnquist naît à Milwaukee, dans l'État du Wisconsin. Il étudie ensuite au Kenyon College, pendant un an, avant d'entrer dans l'U.S. Army Air Force. Il est agent météo en Afrique du Nord au cours de la Seconde Guerre mondiale de 1943 à 1946.
À la fin de la guerre, Rehnquist intègre l'université Stanford, grâce au G.I. Bill. Il obtient en 1948 une licence et une maîtrise en sciences politiques. En 1950, Rehnquist est admis à l'université Harvard, où il obtient une maîtrise en administration. Il retourne ensuite à Stanford pour des études à la faculté de droit, où il croise Sandra Day O'Connor, future juge de la Cour suprême des États-Unis, et sort major de la promotion.
De 1951 à 1952, Rehnquist travaille à Washington D.C. en tant qu'assistant de Robert Jackson, juge à la Cour suprême. Il y écrit une note contre la déségrégation dans les écoles, alors que la Cour suprême débat du cas Brown v. Board of Education. Plus tard, Rehnquist a expliqué que cette note reflétait l'opinion de Jackson, et non la sienne propre, ce qui a été contredit par l'historien et secrétaire juridique de Jackson, Mark Tushnet.
De 1953 à 1969, Rehnquist déménage à Phoenix (Arizona), et travaille à son compte. À cette époque, il milite aussi au sein du parti républicain en tant que conseiller juridique de la campagne présidentielle de Barry Goldwater de 1964.
Au cours des auditions au Sénat précédant sa nomination en tant que Président de la Cour suprême en 1986, plusieurs personnes témoignent de manœuvres de Rehnquist visant à décourager les électeurs appartenant aux minorités de voter lorsqu'il servait comme surveillant de bureau de vote au début des années 1960. Cependant, ces allégations ne décrivaient pas de comportement illégal, et Rehnquist a toujours nié intégralement ces accusations.

## Service au ministère de la Justice et à la Cour Suprême

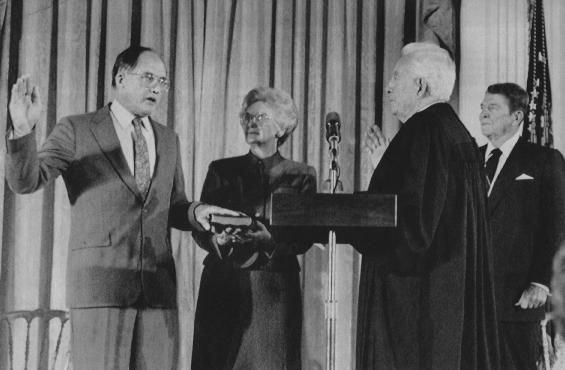
William Rehnquist (à gauche) lorsqu'il prête serment devant le président de la Cour Suprême des États-Unis Warren Earl Burger en 1986 au côté de son épouse Natalie et du Président Ronald Reagan.

Lorsque Nixon est élu président en 1968, Rehnquist revient travailler à Washington. Il est d'abord Assistant Attorney General du bureau des Legal Counsel, de 1969 à 1971. À ce poste, il est le principal juriste du procureur général des États-Unis de l'époque, John Newton Mitchell. Le président Nixon l'appelle par erreur « Renchburg » dans plusieurs enregistrements de conversations dans le Bureau ovale, révélées durant l'enquête du Watergate. Nixon le nomme juge assesseur à la Cour suprême afin de remplacer John Marshall Harlan III à la suite de la démission de ce dernier, et ce choix est confirmé par le Sénat par 68 voix contre 26 le 10 décembre 1971. Rehnquist entre effectivement en fonction le 7 janvier 1972. Deux juges ayant démissionné, Nixon nomme en même temps Lewis Franklin Powell.
Dans la Cour présidée par Warren Earl Burger, Rehnquist se montre rapidement comme le plus conservateur des nommés de Nixon, en ayant une interprétation stricte du dixième amendement de la Constitution des États-Unis, et en attachant beaucoup d'importance aux droits des États et leurs pouvoirs. Il vote ainsi contre un développement de la déségrégation dans les écoles, contre la légalisation de l'avortement en 1973 (Roe v. Wade), mais en faveur de la prière à l'école et de la peine capitale. Il soutient en 1980 l'arrêt Diamond v. Chakrabarty, qui autorise la brevetabilité du vivant. La Route de la servitude est l'essai qui l'inspira pour sa philosophie juridique.
Lorsque Warren Burger se retire en 1986, Ronald Reagan, alors président des États-Unis, nomme Rehnquist pour le remplacer comme chief justice. Malgré quelques controverses, on le soupçonne de parjure pour son opinion sur Brown, il est confirmé par le Sénat par 65 voix contre 33, et entre en fonction le 26 septembre. Le siège de Rehnquist est alors pris par Antonin Scalia.
Lorsqu'il est devenu le président de la Cour, Rehnquist a continué à la pousser vers une vision plus large du droit des États dans le système fédéral américain en favorisant les législatures d'État. Il a notamment écrit la décision United States v. Lopez, prise à une majorité de 5 contre 4 en 1995, annulant une loi fédérale car elle dépassait la compétence du Congrès définie par la clause de commerce. Ces revirements sont sans précédent depuis le New Deal et les juristes théorisent un « nouveau fédéralisme ». Rehnquist a aussi ouvert la voie à une plus grande implication de l'État dans le soutien aux religions, écrivant une autre décision prise par une majorité de 5 voix contre 4, en 2002 cette fois-ci, Zelman v. Simmons-Harris, approuvant le soutien par l'État d'écoles paroissiales. Toujours avec cette majorité serrée, il décide en 2000 d'interrompre le recompte de l'élection avec la décision controversée Bush v. Gore. Il pousse en effet la Cour dans une doctrine nettement plus conservatrice, votant en bloc avec quatre juges associés : Scalia, O'Connor, Kennedy et Thomas,. Il est reconnu qu'il applique une vision pragmatique, qui se contredit quelquefois lors de l'originalisme mais Rehnquist chercha l'équilibre des opinions avec les autres juges et n'est pas autant conservateur que Scalia et Thomas.
Rehnquist a créé une robe spécialement conçue pour lui en tant que président de la Cour en 1994, avec quatre barres dorées sur chaque épaule. Par le passé, le président n'était pas vêtu différemment des autres juges. La robe de Rehnquist fut taillée à partir d'un modèle qu'il avait vu dans l'opérette de Gilbert et Sullivan Iolanthe, jouée pour la première fois à Londres en 1882. Le costume qui inspira celui de Rehnquist est porté par le Lord Chancellor (ministre de la justice britannique), qui est dans la pièce appelé afin de résoudre une série de disputes.
Rehnquist n'a été que le second président de la Cour suprême des États-Unis (après Salmon Portland Chase) à présider une procédure d'impeachment présidentielle, au cours du procès de Bill Clinton en 1999.
Il écrivit des essais sur la Cour suprême, l'élection présidentielle de 1876 et sur les impeachments de Samuel Chase et Andrew Johnson.
Rehnquist a pendant longtemps été cité comme pouvant avoir été la source appelée Gorge Profonde du scandale du Watergate. En février 2005, quelqu'un révéla que celle-ci était gravement malade, et du fait du cancer de la thyroïde avancé de Rehnquist, beaucoup pensèrent avoir identifié Deep Throat (Gorge profonde) en sa personne. Cependant, le 31 mai 2005, le journaliste Bob Woodward confirma que Deep Throat était W. Mark Felt, ancien directeur adjoint du FBI.

## Vie familiale

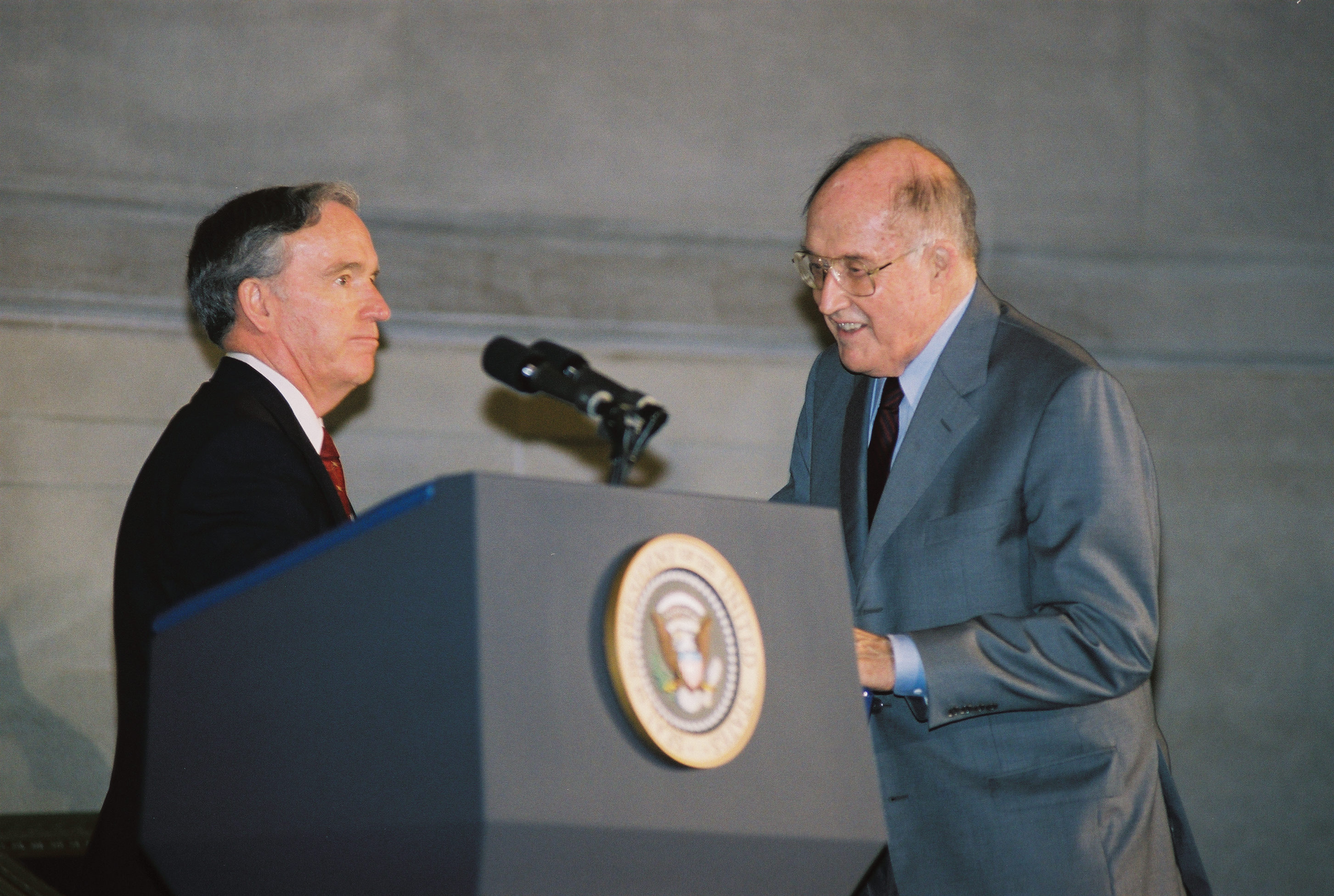
John W. Carlin, responsable des archives nationales, et William Rehnquist le 17 septembre 2003.

William Rehnquist a épousé Natalie Cornell en 1953. Elle est décédée d'un cancer des ovaires le 17 octobre 1991. Ils ont eu trois enfants : James, Janet, et Nancy. Sa fille Janet est une ancienne inspectrice générale du ministère de la Santé.
Il passe souvent l'été dans le Vermont.
Rehnquist est d'origine suédoise. Il est l'un des deux présidents de la Cour suprême d'origine scandinave, l'autre étant Earl Warren, qui était d'origine norvégienne.

### Problèmes de santé et mort
En février 1977, Rehnquist se blessa au dos de façon assez grave pour être hospitalisé pendant une semaine. Il a souffert depuis d'une douleur chronique au bas du dos. À la fin de l'année 1981, les observateurs de la Cour suprême remarquèrent que ses discours étaient difficiles à comprendre, voire incompréhensibles. Le 27 décembre 1981, il fut admis à l'hôpital de l'université George Washington pour traiter des problèmes de dépendance à un médicament qu'il utilisait pour soulager ses douleurs au dos. Ce médicament était du Placydil, et peut générer une dépendance.
Les dossiers du FBI ouverts en janvier 2007, montrent que Rehnquist avait triplé la dose maximale de Placydil pouvant être prescrite et été devenu dépendant depuis le début des années 1970. Plusieurs médecins rapportent que lors de son séjour à l'hôpital en 1981, Rehnquist, sevré de Placydil, a tenté de s'échapper de l'hôpital en pyjama. Rehnquist a aussi déclaré, entre autres, que la CIA avait ourdi un complot contre lui.
Le 26 octobre 2004, la Cour suprême annonça qu'un cancer de la thyroïde avait récemment été diagnostiqué chez Rehnquist, et qu'il avait été hospitalisé au Centre médical naval de Bethesda lors des 5 jours ayant précédé l'annonce. Dans un communiqué bref, la Cour annonça que Rehnquist avait subi une trachéotomie deux jours auparavant. Cela relança les spéculations dans les médias sur sa santé, la possibilité de sa démission et de son remplacement.
À cause de ses problèmes de santé, certains doutèrent qu'il serait en état de présider à la prestation de serment du président Bush lors de l'inauguration de son second mandat le 20 janvier 2005. Rehnquist fut finalement présent, bien qu'il apparût fragile et quitta la cérémonie peu après le serment du président.
Après avoir raté 44 argumentations orales devant la Cour entre la fin 2004 et le début de 2005, Rehnquist apparut à nouveau le 21 mars 2005. Au cours de son absence, cependant, il resta impliqué dans les affaires de la Cour, et participa à la plupart de ses décisions et délibérations. () Le 23 mai 2005, Rehnquist rendit une visite rapide au département médical du Capitole, accélérant les spéculations selon laquelle il démissionnerait avant la fin du mandat présidentiel.
Cependant, c'est sa collègue Sandra Day O'Connor qui annonça la première sa démission de la Cour le 1er juillet 2005, lançant la campagne officielle de lobbying pour sa succession. Le choix du président est contraint par le fait qu'il doit être ratifié par le Sénat ; toutefois le président George W. Bush n'a pas caché son intention de nommer des juges conservateurs, notamment sur les questions sociétales.
Les rumeurs sur la démission de Rehnquist ont atteint un nouveau stade le 8 juillet 2005, principalement avec la une du site web The Drudge Report. Comme Rehnquist ne fit aucune annonce à la fin de la matinée, de nouvelles rumeurs débutèrent, comme quoi la Maison-Blanche avait demandé au président de la Cour de différer son annonce publique au retour de Bush de son voyage à l'étranger. Mais après avoir fait une escale à l'ambassade de Grande-Bretagne afin d'y signer le registre de condoléances pour les victimes des attentats du 7 juillet, Bush rentra à la Maison-Blanche sans que Rehnquist ne prenne la parole. Commentant les rumeurs effrénées sur son retrait, il déclara "c'est à moi de le savoir et à vous de le trouver". Le mercredi 13 juillet 2005, il fut à nouveau hospitalisé, cette fois-ci pour une forte fièvre, effet secondaire de son traitement en cours contre le cancer de la thyroide. 
Il meurt le 3 septembre 2005. John G. Roberts, Jr., un de ses anciens clercs, lui succède.

## Sources